# Monardella odoratissima
Monardella odoratissima är en kransblommig växtart som beskrevs av George Bentham. Monardella odoratissima ingår i släktet Monardella och familjen kransblommiga växter.

## Underarter
Arten delas in i följande underarter:
- M. o. discolor
- M. o. odoratissima
- M. o. pallida

## Bildgalleri

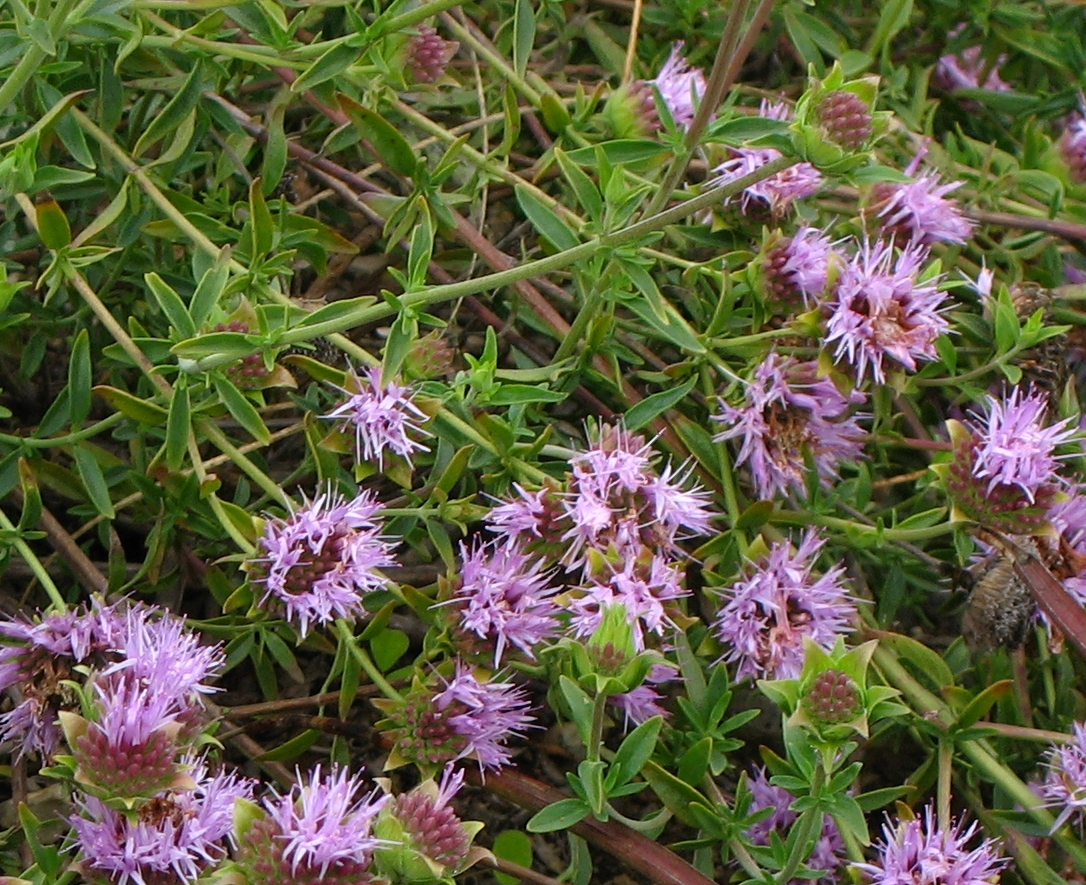
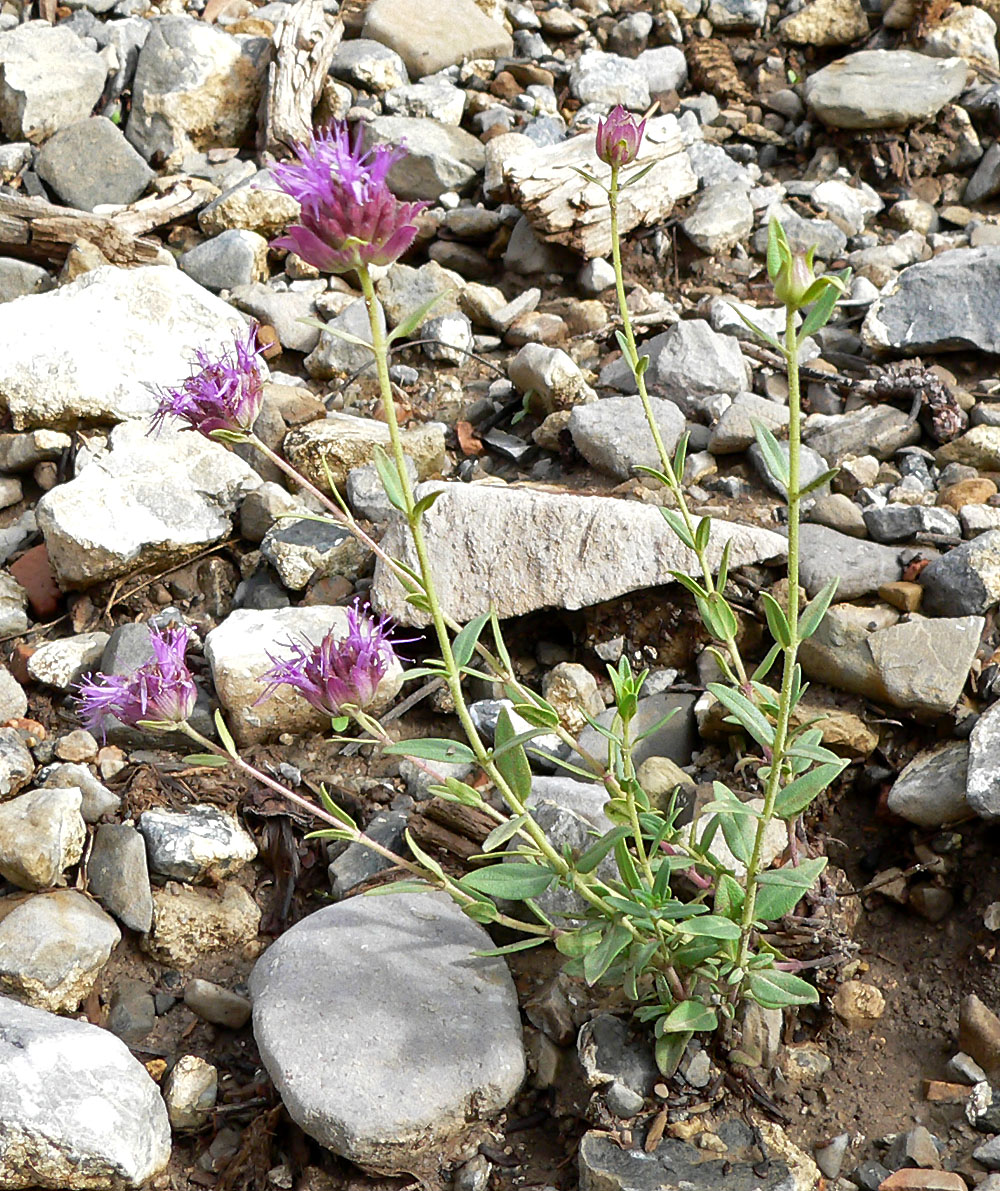
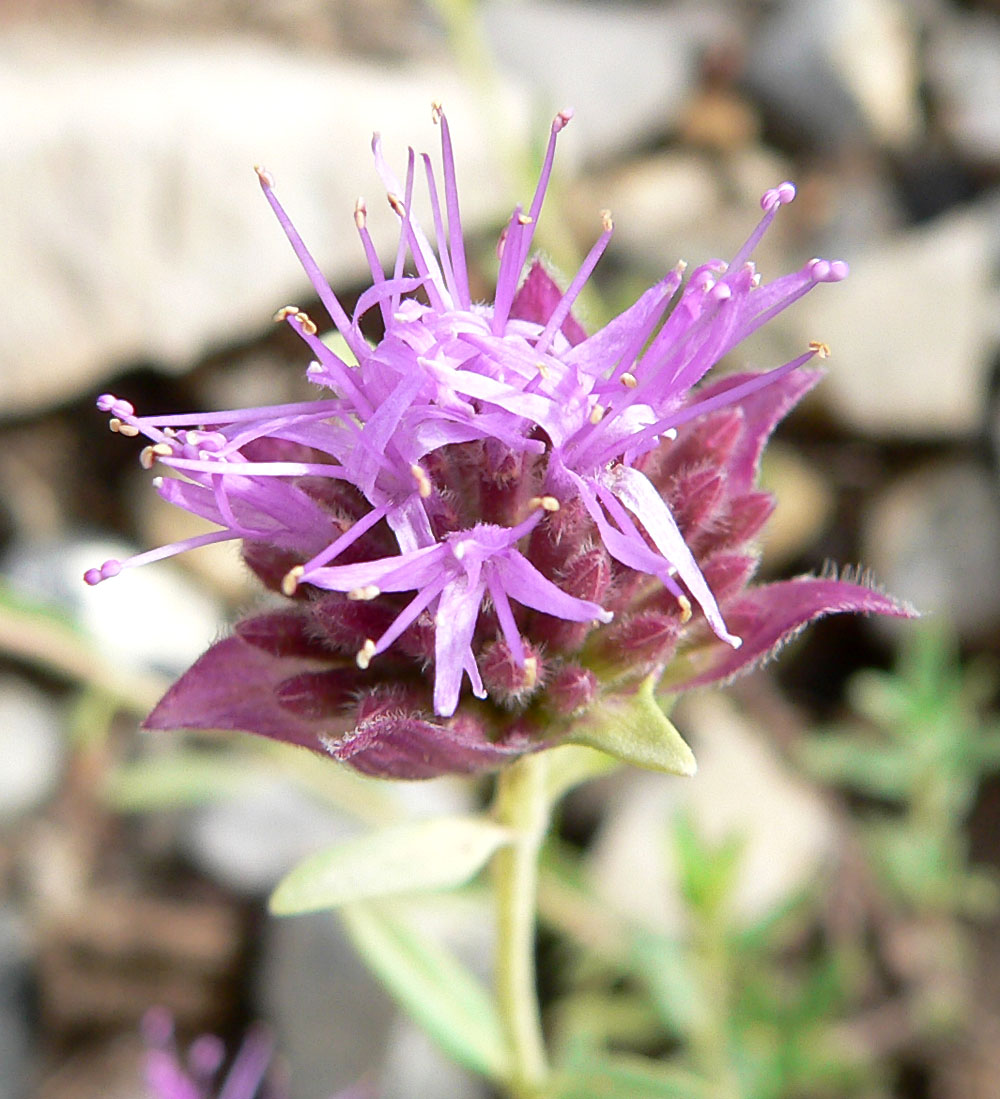
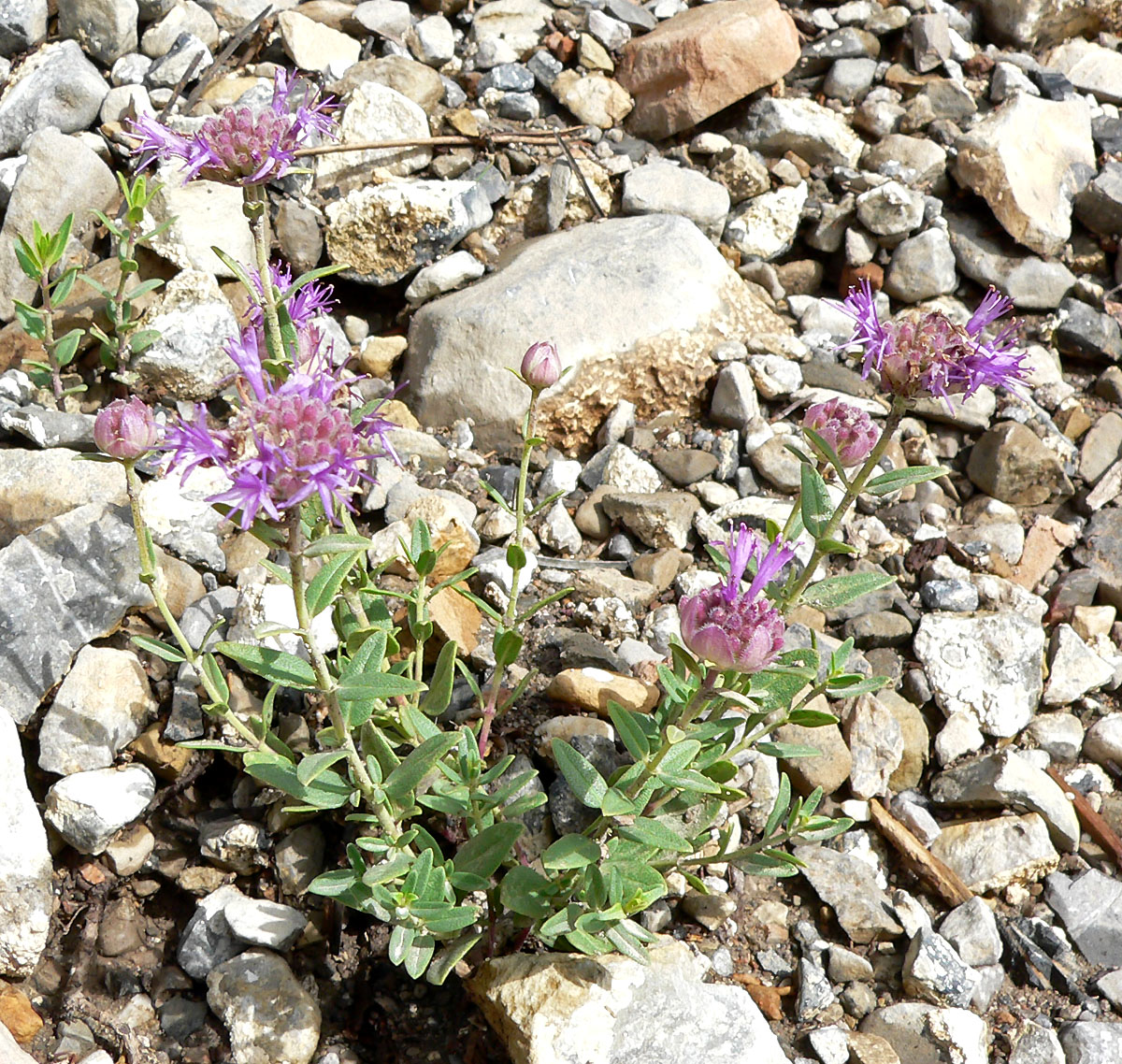
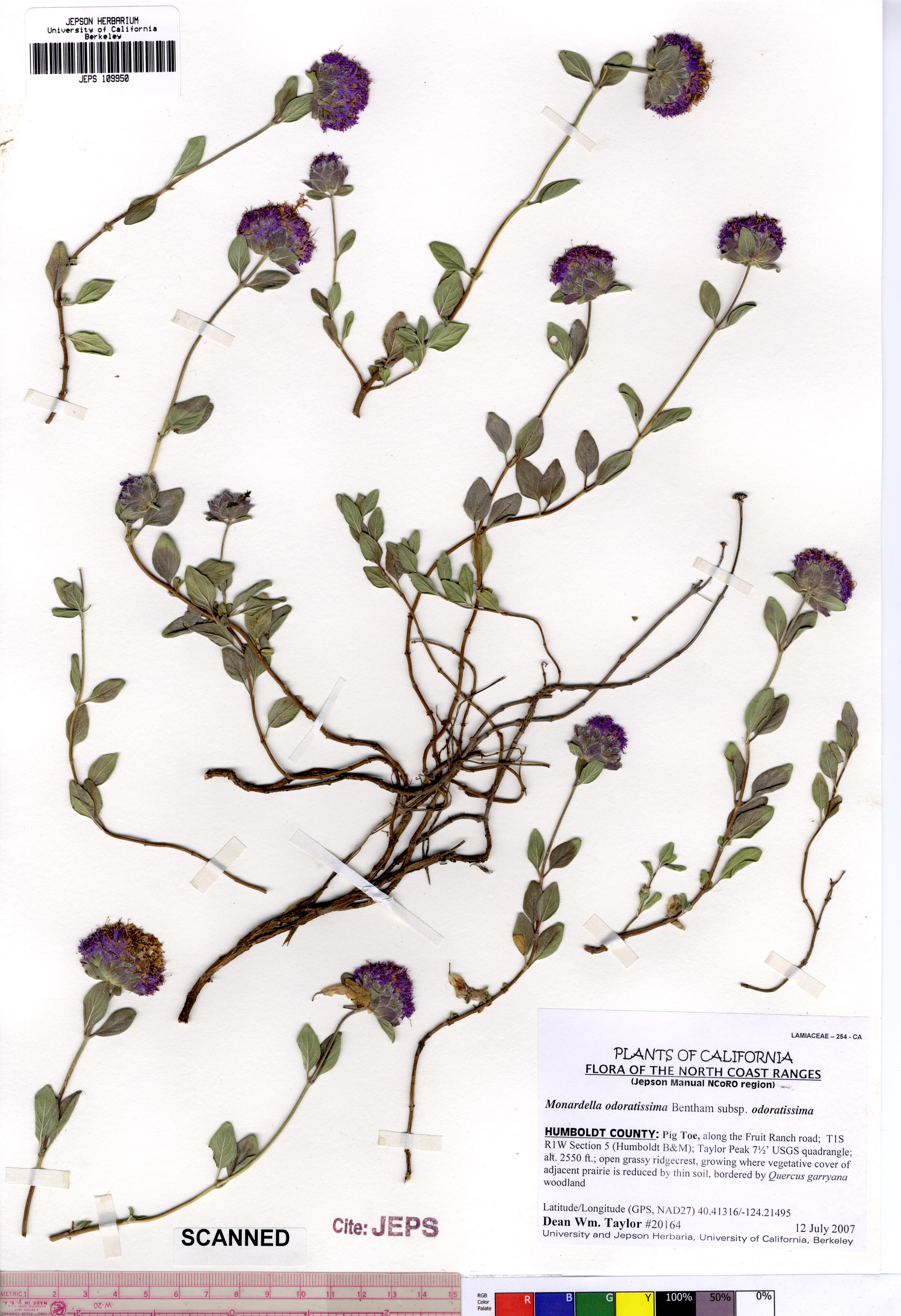
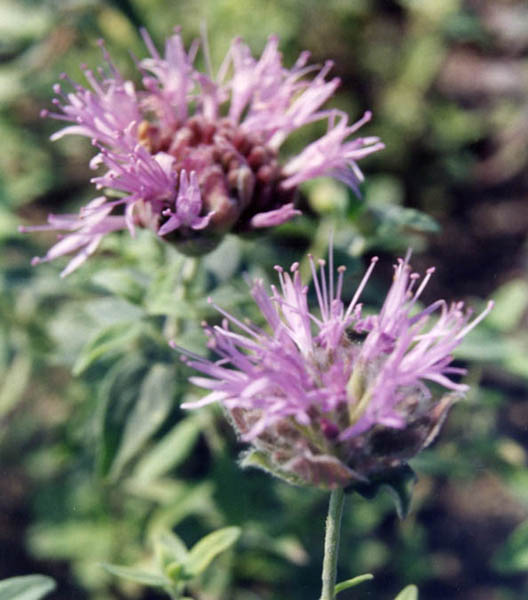